# Palazzo Černín
Il Palazzo Černín (Černínský palác) in Praga è un palazzo del quartiere di Hradčany, di fronte al Convento di Loreto.

## Storia
L'edificio, che fu iniziato nel 1669 dal conte Humprecht Johann Černín von Chudenitz, si trova ai margini del quartiere praghese di Hradčany sulla piazza Loreto (Loretánské náměstí). La sua realizzazione fu affidata all'architetto Francesco Caratti. Essa subì un'accelerazione dopo che l'imperatore Leopoldo I d'Asburgo aveva annunciato una sua visita. Tuttavia il conte subì un tracollo finanziario a causa di questa spesa.
Il palazzo era appena abitato, poiché la vita sociale di corte aveva luogo a Vienna, dove la famiglia Černín era parimenti residente. A seguito delle vicende belliche, esso subì più volte dei danneggiamenti e fu saccheggiato dai francesi. L'imperatore Giuseppe II d'Asburgo-Lorena rinunciò ad acquistarlo. Dal 1851, sotto l'imperatore Francesco Giuseppe I funse da caserma dell'esercito che lo ristrutturò senza molti riguardi. Successivamente funse anche da orfanotrofio.
Nel 1928, sotto il Presidente Masaryk, il palazzo venne restaurato secondo il progetto originale, per essere utilizzato come sede del Ministero degli Affari Esteri della Cecoslovacchia. Durante l'occupazione tedesca vi risiedette il Protettore della Boemia e Moravia Reinhard Heydrich.
Dopo la seconda guerra mondiale il palazzo riprese la sua funzione di sede del Ministero degli Affari Esteri e nel marzo del 1948 fu teatro della quarta defenestrazione di Praga, durante la quale, a seguito del colpo di stato comunista del febbraio 1948, il ministro degli Esteri non comunista Jan Masaryk rimase vittima.
Oggi il palazzo è sede del Ministero degli Affari Esteri della Repubblica Ceca.

## Descrizione

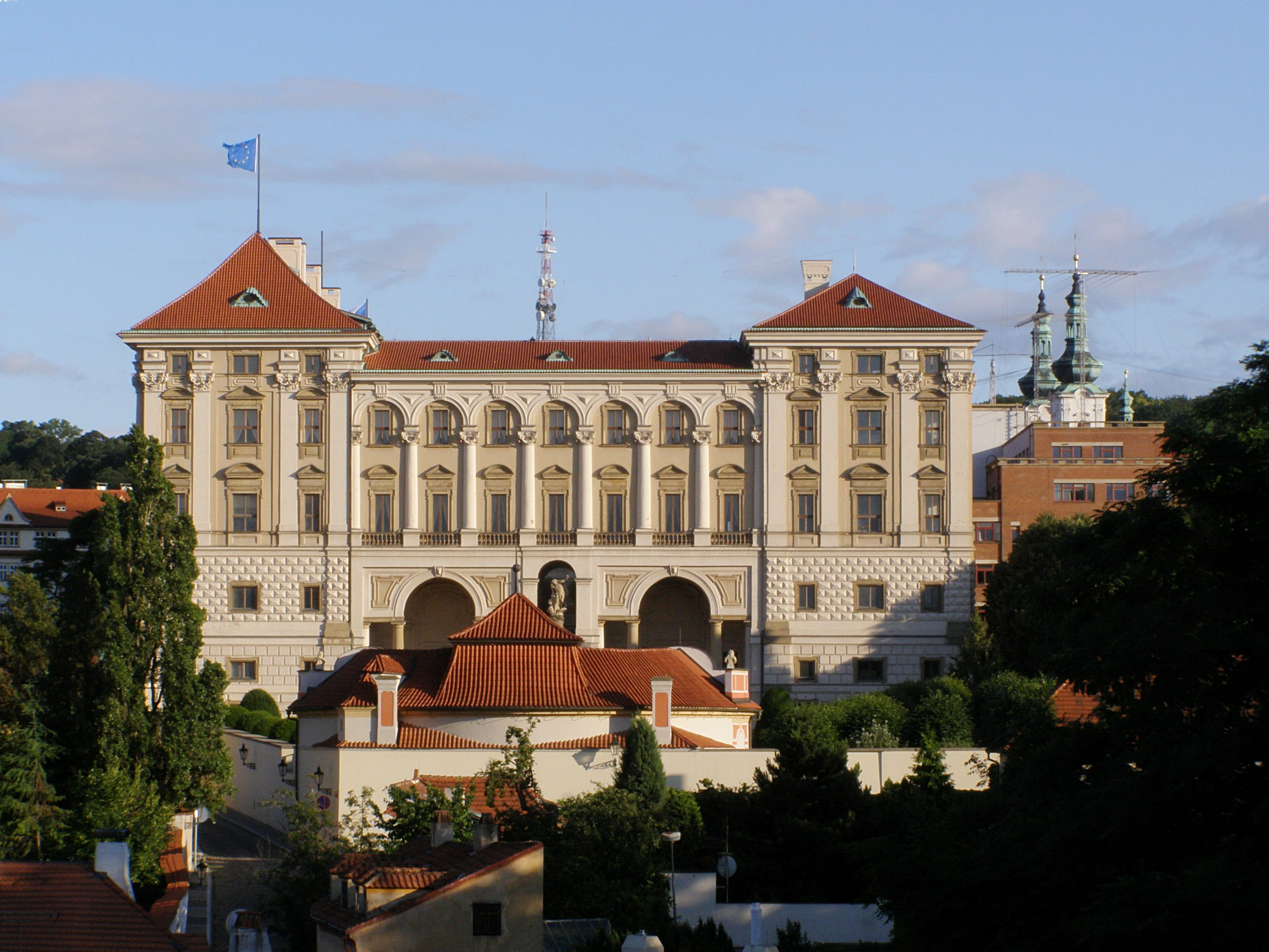
Palazzo Černín visto da ovest

Il palazzo è costruito in muratura e in stile barocco, la sua facciata misura 150 metri di ampiezza ed è suddivisa in 30 colonne. Il balcone e il portico furono realizzati solo nel 1747 dall'architetto Anselmo Lurago mentre l'interno fu allestito verso il 1720 dall'architetto František Kaňka.
Il palazzo è dichiarato Monumento culturale della Repubblica Ceca.